# Autobusové nádraží Liberec
Autobusové nádraží Liberec je centrální autobusové nádraží v statutárním městě Liberec. Nachází se blízko centrálního vlakového nádraží.

## Historie
Autobusové nádraží v současné podobě začalo fungovat 20. srpna 1995, po dokončení stavby hloubeného Libereckého tunelu, který vede pod nádražím a který byl uveden do provozu roku 1993. Místo odbavovací haly začaly návštěvníkům sloužit provizorní unimobuňky. K jejich nahrazení plnohodnotným zázemím však nikdy nedošlo.
V roce 2017 vyhlásila radnice soutěž na novou podobu autobusového terminálu a přilehlého parkovacího domu, jejíž podobu však mnozí architekti kritizovali a Česká komora architektů ji označila za neregulérní.
Město následně oslovilo šest architektonických kanceláří. Vítězným se stal návrh architekta Petra Stolína, který zahrnoval dvoupodlažní odbavovací halu se zázemím pro cestující i komerčními prostory a nad ní parkovací dům s kapacitou 478 míst.
Podle původních plánů měl nový terminál vyrůst na malém pozemku podél Žitavské ulice, na místě dnešního parkoviště. Teprve v roce 2018 město odkoupilo i pozemky stávajícího autobusového nádraží. Soukromému majiteli za ně zaplatilo 20,5 milionu korun.
Nové vedení liberecké radnice se proto v roce 2019 rozhodlo, že projekt nechá přepracovat. Původní návrh byl totiž limitován pozemkem podél Žitavské ulice, musel by mu navíc ustoupit jeden z domů, který mezitím město zrekonstruovalo pro sociální bydlení. Podle nového návrhu má v budoucnu podél Žitavské ulice vyrůst jen sedmipatrový parkovací dům s kapacitou 356 automobilů. Odbavovací hala pak vyroste zvlášť, v místě dnešního menšího zálivu. Okolo haly je navrženo deset autobusových stanovišť.
Vedení Liberce se navíc rozhodlo projekt přenechat Libereckému kraji. Ač původní plány hovořily o realizaci v roce 2019, přepracováním projektu došlo ke zdržení. Nový termín zprovoznění terminálu je stanoven na rok 2022. Parkovací dům se pak zatím realizovat nebude.

## Popis
Autobusové nádraží dnes zahrnuje dva zálivy, podél nichž je umístěno celkem dvacet stanovišť. V provizorní odbavovací hale je umístěna informační kancelář dopravce ČSAD Liberec.

### Dálkové linky[12]
| číslo linky | trasa | dopravce         |
| ----------- | --- | ---------------- |
| 000123      | Plzeň - Praha - Liberec - Vratislav - Lvov - Varaš | Nikolo           |
| 000147      | Praha - Liberec - Varšava - Kyjev - Zaporižja | Musil tour       |
| 000288      | Praha - Liberec - Lvov - Dněpropetrovsk | Vital Euro Trans |
| 000372      | Plzeň - Praha - Liberec - Vratislav - Lvov - Kyjev - Čerkasy | Vilartrans       |
| 000487      | Praha - Liberec - Vratislav - Lvov - Cherson | Vital Euro Trans |
| 000645      | Liberec - Mníšek - Heřmanice - Bogatynia | ČSAD Liberec     |
| 154100      | Praha - Liberec | FlixBus CZ       |
| 154420      | Praha - Liberec | Student Agency   |
| 501440      | Liberec - Nový Bor | BusLine          |
| PID 345     | Liberec - Hodkovice nad Mohelkou - Mladá Boleslav - Praha, Černý Most                                                                                             | ČSAD Liberec     |
| 670370      | Liberec - Turnov - Jičín - Hořice - Hradec Králové | BusLine LK       |
| 671370      | Liberec - Turnov - Jičín - Hořice - Hradec Králové | BusLine KHK      |
| 780850      | Prostějov - Brno, ÚAN Zvonařka - Letovice - Březová nad Svitavou - Svitavy - Litomyšl - Vysoké Mýto - Holice - Hradec Králové - Hořice - Jičín - Turnov - Liberec | Retrobus         |

### Regionální linky
Autobusové nádraží slouží pro regionální spoje ČSAD Liberec, BusLine a ČSAD Česká Lípa, kteří zajišťují dopravu v rámci Libereckého kraje. Dopravní význam autobusového nádraží dnes již není tak velký, většina spojů zastavuje i na jiných zastávkách v Liberci, včetně terminálu ve Fügnerově ulici, kde je zajištěna návaznost na linky MHD.

## Galerie

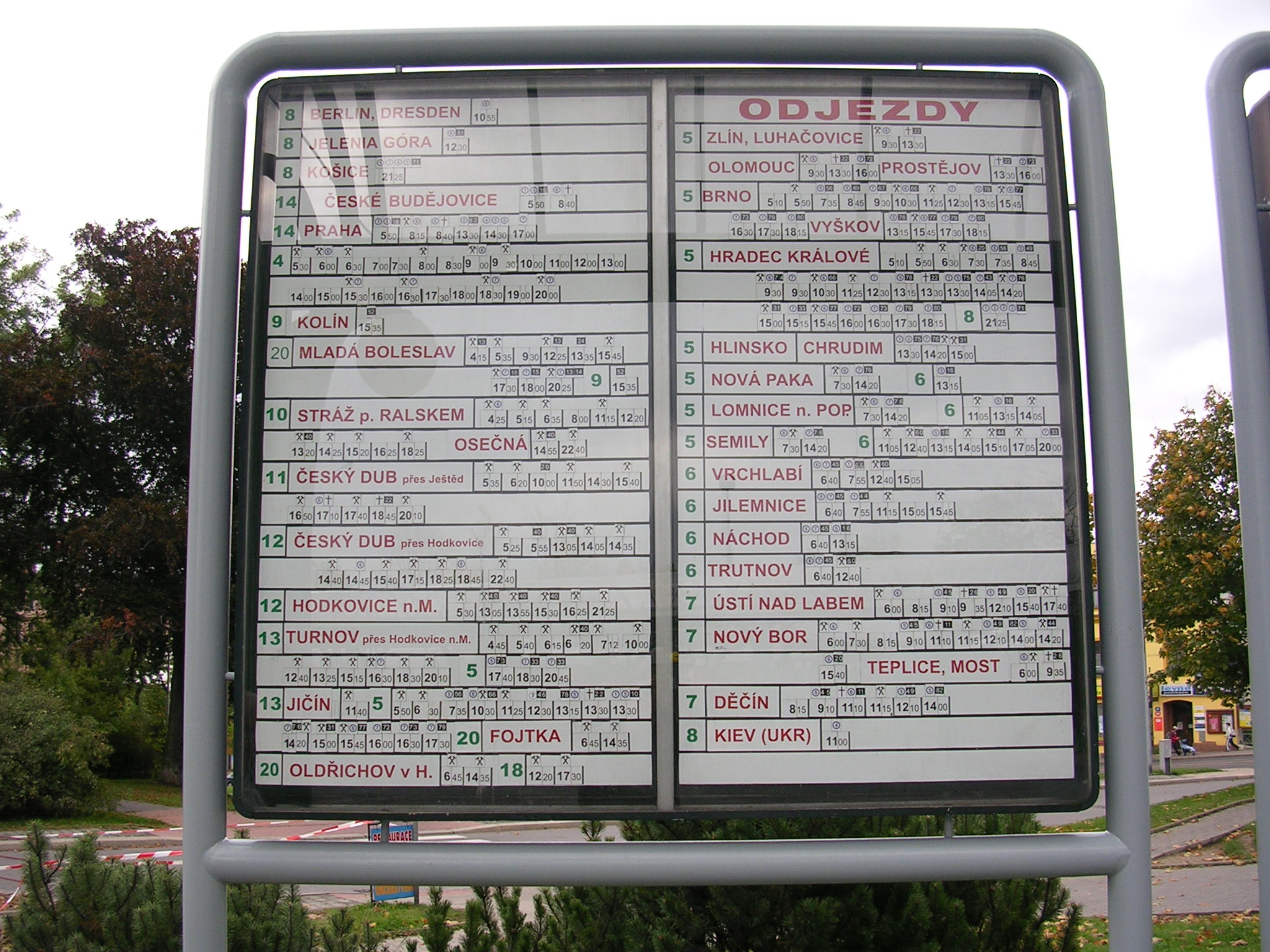
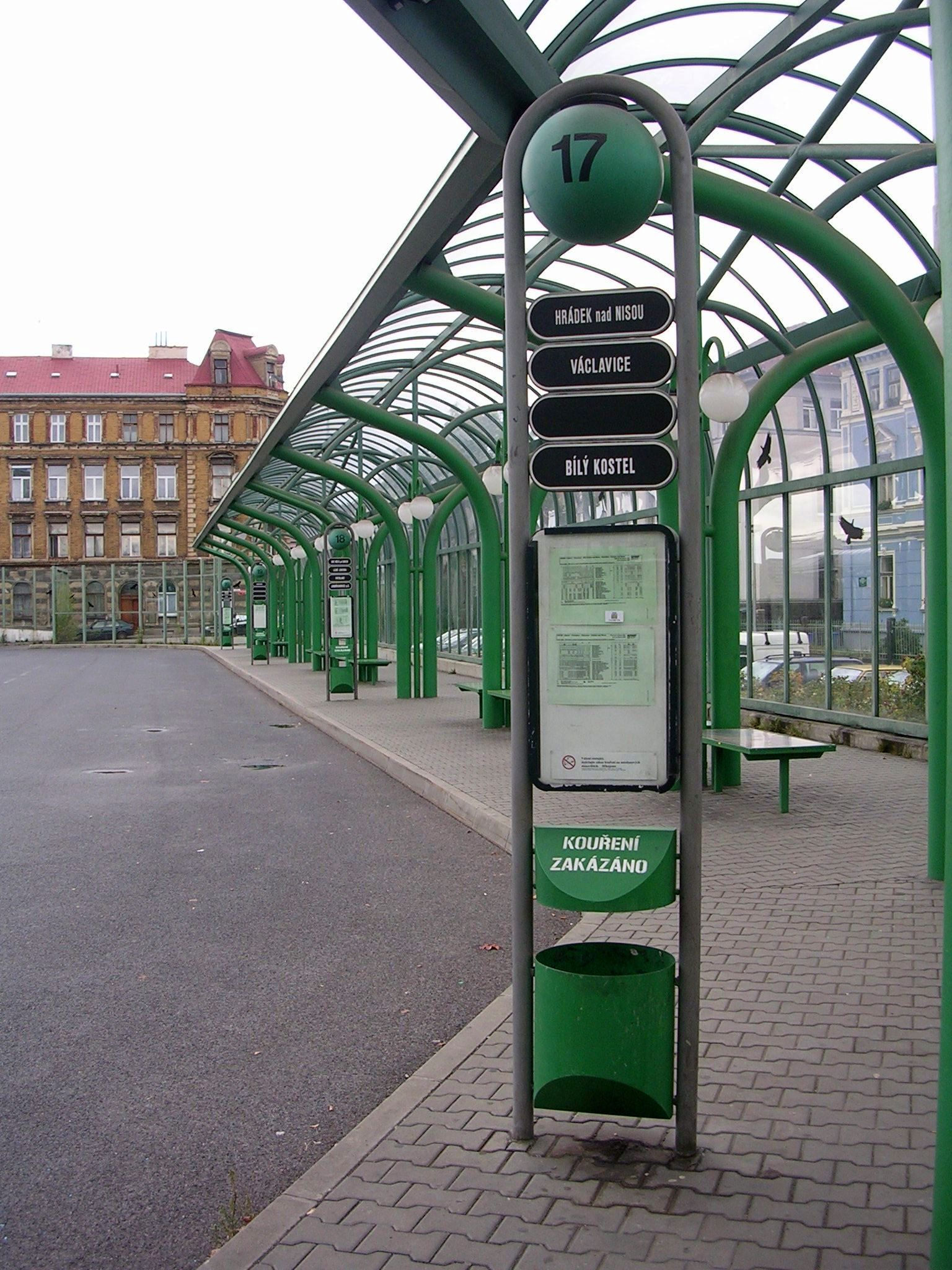
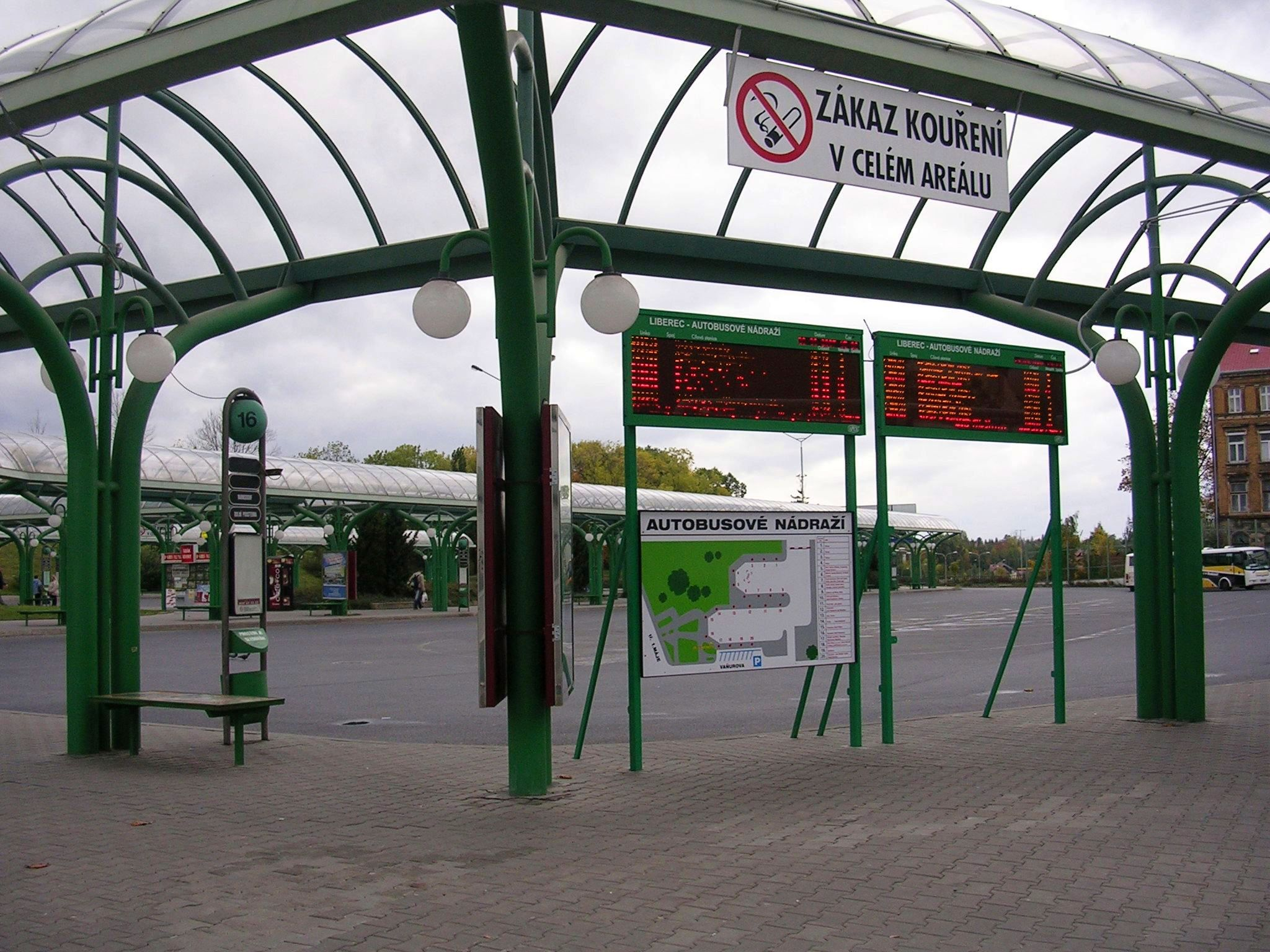
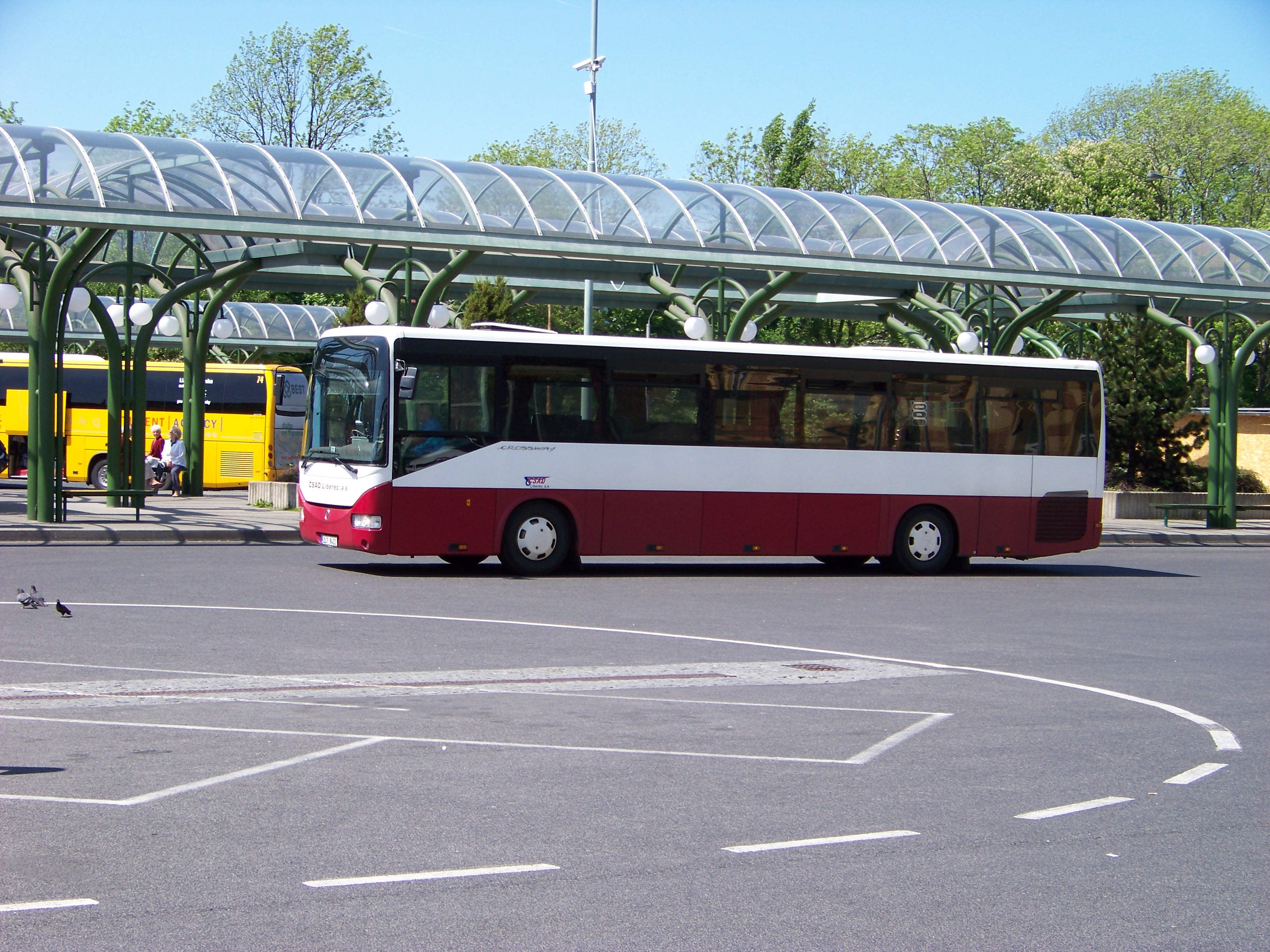